# Forma liniowa
Forma liniowa (funkcjonał liniowy, kowektor) – przekształcenie liniowe danej przestrzeni liniowej w ciało jej skalarów, czyli funkcjonał, który jest liniowy, tj. addytywny i jednorodny. Pojęcie to uogólnia się bez zmian na przypadek modułów nad pierścieniami.

## Definicja formalna
Niech {\displaystyle V} będzie przestrzenią liniową nad ciałem {\displaystyle K.} Przekształcenie {\displaystyle \varphi \colon V\to K} nazywa się formą liniową (funkcjonałem liniowym, kowektorem), jeżeli jest ono
- jednorodne,
{\displaystyle \forall _{c\in K}\forall _{\mathbf {x} \in V}~\varphi (c\mathbf {x} )=c\varphi (\mathbf {x} ),}
- addytywne,
{\displaystyle \forall _{\mathbf {x} ,\mathbf {y} \in V}~\varphi (\mathbf {x+y} )=\varphi (\mathbf {x} )+\varphi (\mathbf {y} );}

równoważnie można powiedzieć, że jest liniowe, czyli spełnia warunek:
{\displaystyle \forall _{c,d\in K}\forall _{\mathbf {x} ,\mathbf {y} \in V}~\varphi (c\mathbf {x} +d\mathbf {y} )=c\varphi (\mathbf {x} )+d\varphi (\mathbf {y} ).}

## Przykład: Funkcjonały liniowe w Rn
Niech wektory przestrzeni rzeczywistej {\displaystyle \mathbb {R} ^{n}} są reprezentowane jako wektory kolumnowe
{\displaystyle {\vec {x}}={\begin{bmatrix}x_{1}\\\vdots \\x_{n}\end{bmatrix}}.}
Wtedy każdy funkcjonał liniowy {\displaystyle f} postaci
{\displaystyle f({\vec {x}})=a_{1}x_{1}+\ldots +a_{n}x_{n}}
można wyrazić w postaci wektora wierszowego {\displaystyle [a_{1}\ldots a_{n}].} Działanie funkcjonału na wektor można wyrazić jako mnożenie skalarne wektora {\displaystyle [a_{1}\ldots a_{n}]} przez wektor {\displaystyle {\vec {x}}{:}}
{\displaystyle f({\vec {x}})=[a_{1}\ldots a_{n}]{\begin{bmatrix}x_{1}\\\vdots \\x_{n}\end{bmatrix}}.}

### Przykładowy funkcjonał
Funkcjonał {\displaystyle f\colon \mathbb {R} ^{3}\to \mathbb {R} } dany jest wzorem
{\displaystyle f(x,y,z)=x+2y+3z.}
Funkcjonał ten można przedstawić za pomocą wektora wierszowego, tj.
{\displaystyle f=[1,2,3],}
a wektory przestrzeni {\displaystyle \mathbb {R} ^{3}} za pomocą wektorów kolumnowych
{\displaystyle {\vec {v}}={\begin{bmatrix}x\\y\\z\end{bmatrix}}.}

### Przestrzeń liniowa funkcjonałów
Zbiór wszystkich funkcjonałów {\displaystyle \{f,\,f\colon \mathbb {R} ^{3}\to \mathbb {R} \}} tworzy przestrzeń liniową nad ciałem liczb rzeczywistych, gdyż dla dowolnych funkcjonałów {\displaystyle f,g\colon \mathbb {R} ^{3}\to \mathbb {R} } dowolna kombinacja liniowa
{\displaystyle h=c_{1}f+c_{2}g}
jest funkcjonałem {\displaystyle h\colon \mathbb {R} ^{3}\to \mathbb {R} ,} przy czym {\displaystyle c_{1},c_{2}} są dowolnymi liczbami rzeczywistymi.

### Przestrzeń metryczna funkcjonałów
Działania na funkcjonałach można zastąpić działaniami na wektorach wierszowych i np. zdefiniować iloczyn skalarny funkcjonałów za pomocą iloczynu skalarnego odpowiadających im wektorów wierszowych. W ten sposób przestrzeń funkcjonałów staje się przestrzenią metryczną, z metryką (odległością) generowaną przez iloczyn skalarny
{\displaystyle d(f,g)=\langle f-g|f-g\rangle .}
Wymiar przestrzeni z przykładu jest równy 3: jest tak dlatego, że dowolny funkcjonał można przedstawić w bazie trzech liniowo niezależnych funkcjonałów; odpowiadają im trzy liniowo niezależne wektory wierszowe; jako bazę wybiera się standardowo funkcjonały reprezentowane przez wektory postaci
{\displaystyle e_{1}=[1,0,0],\,e_{2}=[0,1,0],\,e_{3}=[0,0,1],}
które są wzajemnie ortogonalne, przy tym wektorom {\displaystyle e_{1},e_{2},e_{3}} odpowiadają funkcjonały {\displaystyle f_{1},f_{2},f_{3}\colon \mathbb {R} ^{3}\to \mathbb {R} } dane wzorami:
{\displaystyle f_{1}(x,y,z)=x,}
{\displaystyle f_{2}(x,y,z)=y,}
{\displaystyle f_{3}(x,y,z)=z.}

### Przestrzeń dualna. Kowektory
Wymiar przestrzeni funkcjonałów jest tu równy 3 – czyli jest równy wymiarowi przestrzeni, na jakiej funkcjonały działają. Silna zależność przestrzeni funkcjonałów od przestrzeni, na jakiej działają, powoduje, że przestrzeń tę nazywa się przestrzenią dualną lub sprzężoną do {\displaystyle V} i oznacza {\displaystyle V^{*};} w podanym przykładzie przestrzeń dualna jest przestrzenią rzeczywistą, tj. {\displaystyle V^{*}\equiv \mathbb {R} ^{3};} elementy przestrzeni dualnej nazywa się kowektorami.
Zauważmy, że podane wyżej kowektory {\displaystyle e_{1},e_{2},e_{3}} odpowiadające funkcjonałom {\displaystyle f_{1},f_{2},f_{3}\colon \mathbb {R} ^{3}\to \mathbb {R} } są unormowane do 1, jeżeli jako normę wprowadzi się standardowy iloczyn skalarny w przestrzeni dualnej {\displaystyle V^{*}.} Bazę tak unormowaną nazywa się bazą dualną ortonormalną.

## Całkowanie jako funkcjonał
Funkcjonały liniowe pojawiły się po raz pierwszy w analizie funkcjonalnej, która bada przestrzenie wektorowe funkcji, a typowym przykładem funkcjonału liniowego jest całkowanie.
Przykład:
Całka Riemanna jest funkcjonałem z przestrzeni funkcji ciągłych na przedziale [a, b] na zbiór liczb rzeczywistych, {\displaystyle I\colon C[a,b]\to \mathbb {R} ,} danym wzorem
{\displaystyle I(f)=\int _{a}^{b}f(x)\,dx.}
Liniowość funkcjonału całkowego wynika z podstawowych własności całki:
{\displaystyle I(f+g)=\int _{a}^{b}[f(x)+g(x)]\,dx=\int _{a}^{b}f(x)\,dx+\int _{a}^{b}g(x)\,dx=I(f)+I(g),}
{\displaystyle I(\alpha \,f)=\int _{a}^{b}\alpha \,f(x)\,dx=\alpha \int _{a}^{b}f(x)\,dx=\alpha \,I(f).}

## Własności funkcjonałów
Każda forma liniowa jest albo trywialna (równa zeru dla każdego wektora) albo „na” (ciało skalarów), co wynika wprost z uwagi, iż {\displaystyle K} może być traktowana jako jednowymiarowa przestrzeń liniowa – jej jedynymi podprzestrzeniami są podprzestrzeń trywialna {\displaystyle \{0\}} lub niewłaściwa {\displaystyle K.} Formy liniowe o tym samym jądrze są proporcjonalne.
Forma liniowa jest ciągła wtedy i tylko wtedy, gdy jej jądro jest domknięte. Wartość bezwzględna dowolnej formy liniowej jest półnormą na przestrzeni liniowej, na której została określona.

## Przestrzeń funkcjonałów
Zbiór {\displaystyle \mathrm {Hom} (V,K)} wszystkich form liniowych {\displaystyle V\to K} z przestrzeni {\displaystyle V} na ciało {\displaystyle K} tworzy przestrzeń liniową (por. przestrzeń funkcyjna) z działaniami dodawania form liniowych, {\displaystyle \varphi +\psi ,} i mnożenia przez skalary, {\displaystyle c\varphi ;} jeżeli {\displaystyle \mathbf {v} } jest wektorem przestrzeni {\displaystyle V,} a {\displaystyle c} jest skalarem w {\displaystyle K,} to
{\displaystyle (\varphi +\psi )(\mathbf {v} )=\varphi (\mathbf {v} )+\psi (\mathbf {v} )}
oraz
{\displaystyle (c\varphi )(\mathbf {x} )=c\varphi (\mathbf {x} ).}
Przestrzeń {\displaystyle \mathrm {Hom} (V,K)} nazywa się przestrzenią dualną (lub sprzężoną) do przestrzeni {\displaystyle V} i oznacza symbolem {\displaystyle V^{\star }.} W przypadku, gdy {\displaystyle V} jest przestrzenią liniową nieskończonego wymiaru (z dodatkową strukturą topologiczną, tj. przestrzenią liniowo-topologiczną) daleko bardziej produktywne bywa ograniczenie się do podprzestrzeni {\displaystyle V'} wszystkich tych form liniowych, które są ciągłe (zob. operator liniowy nieciągły).
Jeśli {\displaystyle V} jest skończeniewymiarowa, to {\displaystyle V^{\star }=V',} gdyż wszystkie formy liniowe są wtedy ciągłe; a ponadto przestrzenie {\displaystyle V} oraz {\displaystyle V^{\star }} są równego wymiaru, co oznacza, iż są one izomorficzne (jako izomorficzne z tymi samymi przestrzeniami współrzędnych). Utożsamienie przestrzeni liniowej z jej przestrzenią dualną za pomocą formy dwuliniowej bądź formy półtoraliniowej (szczególnie, gdy ciałem skalarów są liczby rzeczywiste lub zespolone) umożliwia zdefiniowanie na niej geometrii. Np. standardowym sposobem tego rodzaju utożsamienia jest wprowadzenie iloczynu skalarnego. Ten naturalny krok tłumaczy alternatywną nazwę form liniowych: „kowektor”. Kowektory danej przestrzeni mają nieco inne własności niż wektory (zob. dualność i iloczyn skalarny w przestrzeniach współrzędnych).